# Kim Yoo-jung
Kim Yoo-jung, född 22 september 1999 i Seoul, är en sydkoreansk skådespelare.
Kim har bland annat medverkat i TV-serierna Chicken Nugget och Love in the Moonlight.

## Filmografi (i urval)
- 2016 – Love in the Moonlight (TV-serie)
- 2024 – Chicken Nugget (TV-serie)